# روبن ناوارو
روبن ناوارو (انگلیسی: Rubén Navarro؛ زادهٔ ۶ ژوئن ۱۹۷۸) بازیکن فوتبال اهل اسپانیا است.
از باشگاه‌هایی که در آن بازی کرده‌است می‌توان به باشگاه فوتبال هرکولس، باشگاه فوتبال دپورتیوو آلاوس، باشگاه فوتبال نومانسیا، باشگاه خیمناستیک تاراگونا، باشگاه فوتبال لگانس، و باشگاه فوتبال والنسیا اشاره کرد.